# Shlomo Venezia

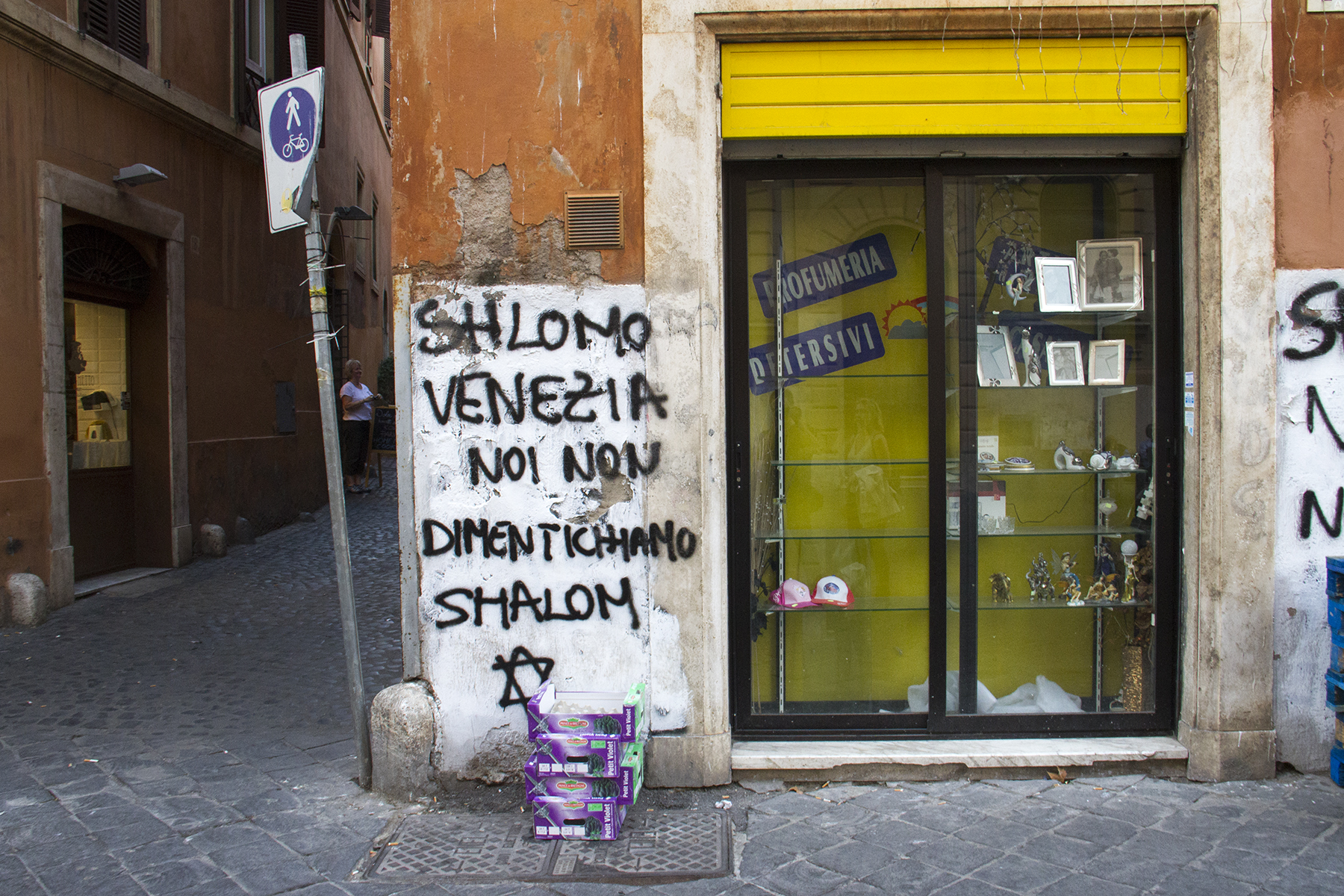
Graffiti in Rome na de dood van Shlomo Venezia

Shlomo Venezia (Grieks: Σλόμο Βενέτσια) (Thessaloniki, 26 juli 1923 – Rome, 1 oktober 2012) was een Jood van Grieks-Italiaans afkomst, geboren en getogen in Thessaloniki, Griekenland. Hij werd tijdens de Tweede Wereldoorlog gedeporteerd naar Auschwitz-Birkenau, waar hij werd ingedeeld bij het Sonderkommando van Auschwitz. Hij was een van de weinige leden van het Sonderkommando die de oorlog overleefde.

## Biografie

### Voor de deportatie
Shlomo Venezia groeide op in het Griekse Thessaloniki. Na de Duitse inval vluchtten Venezia en zijn familie naar Athene waar ze in barre omstandigheden moesten leven. Toen Shlomo 20 jaar oud was werden hij en zijn familie echter opgepakt door de SS en in een vrachtwagen naar een kamp gebracht waar ze een week verbleven. Daarna werden ze gedeporteerd naar het concentratiekamp Auschwitz-Birkenau. De levensomstandigheden in Griekenland waren inmiddels zo slecht geworden, dat de familie dit als een verbetering zag: in hun ogen waren de Duitsers streng maar eerlijk. Dit dachten ze zelfs nog na de aankomst in Birkenau: ze geloofden dat ze er zouden werken voor het Reich. Na een dagenlange reis was iedereen zo uitgeput door het gebrek aan voedsel en slaap dat men alles onderging zonder hierbij vragen te stellen. Na een treinreis van elf dagen kwam de familie in april 1944 aan in Auschwitz. Op het perron werd Shlomo hardhandig van zijn moeder gescheiden. Hij heeft haar en zijn zusters nooit teruggezien.

### Aankomst in Auschwitz
Bij aankomst in Auschwitz moesten de mannen aan de ene kant staan en de vrouwen en kinderen aan de andere kant. Alles gebeurde zo snel dat de Joden niet beseften dat ze voorgoed gescheiden werden van hun families. Venezia's groep telde ongeveer 300 man en de andere groep zo'n 1.500 mensen. Deze groep werd direct naar de gaskamers geleid. Venezia en zijn lotgenoten moesten te voet naar het kamp waar ze aankwamen in een met prikkeldraad afgezette plein. Boven de toegangspoort hing het opschrift Arbeit macht frei. Nog steeds dachten ze in een werkkamp aangekomen te zijn.
Een Duitse officier stuurde hen echter terug naar Birkenau waar ze naar de Zentralsauna werden geleid, het gebouw waar iedereen gekeurd en gedesinfecteerd werd. Twee officieren-artsen deden de eerste keuring en stuurden de zwaksten onder hen meteen weg. De rest werd kaalgeschoren en moest ze zich uitkleden om naar de douches te gaan waar een Duitser zich amuseerde door hen afwisselend onder ijskoud en heet water te zetten. Vervolgens werd hen door medegevangenen een registratienummer op hun linkerarm getatoeëerd. Venezia kreeg nummer 182727.
Bij het verlaten van de Zentralsauna werd Venezia geroepen door een jongen die hij in eerste instantie niet herkende door zijn korte haar en de grijsgestreepte gevangenenkledij. Het bleek zijn broer te zijn. Toen kwam hij ook te weten wat er met zijn moeder was gebeurd: toen hij naar haar vroeg, wees iemand naar de rook uit de grote schoorsteen en vertelde dat iedereen die met hen was meegekomen, zich al aan het "losmaken" waren van deze plek. Langzaam groeide het besef dat ze er misschien niet allemaal levend uit zouden komen.
Na enkele dagen quarantaine kwamen Duitse officieren de barak binnen en vroegen de gevangenen naar hun beroep. Ze beseften dat ze maar beter een nuttig beroep konden noemen. Venezia zei dat hij kapper was van beroep, omdat hij bij aankomst geschoren werd door andere gevangenen en hoorde dat zij niets anders hoefden te doen dan iedereen kaalscheren. Zo'n tachtig man, onder wie Shlomo en zijn broer werden naar een afgesloten gedeelte van het kamp gebracht. Daar kreeg hij brood met jam toegestoken van iemand die hem verzekerde dat ze voortaan genoeg te eten zouden krijgen, omdat ze nu in een speciale eenheid zaten: het Sonderkommando.

### HetSonderkommando
In het kamp werden de leden van het Sonderkommando gedwongen mee te helpen aan de massavernietiging van hun eigen volk. In opdracht van de SS begeleidden ze mensen naar de gaskamers om later hun lijken op te moeten ruimen en de sporen die in de gaskamers achter waren gebleven, uit te wissen. Na enige maanden waren de meesten van hen verzwakt door ondervoeding, vermoeidheid en ziekte, en werden dan zelf vermoord. Vlak voor de bevrijding van het kamp door de soldaten van het Rode Leger werden de meeste nog levende leden van het Sonderkommando als getuigen gezien en uit de weg geruimd.

### Shlomo's verhaal
Als zogezegde kapper moest Venezia het haar van de dode vrouwen afknippen. Hij kwam er nog goed vanaf in vergelijking met een vriend die had verteld dat hij tandarts was: hij moest de lijken de gouden tanden uittrekken, wat niet altijd even gemakkelijk ging. Wanneer de lijkstijfheid was ingetreden, moest hij eerst de kaken openbreken. Doordat er op het laatst zoveel transporten aankwamen en er zoveel mensen werden vergast, werden ook de kappers al vlug ingedeeld voor andere klussen, zoals het begeleiden van de mensen tot de gaskamer en daarna het opruimen van de lijken.
Venezia werd in Crematorium III tewerkgesteld, waar men bij het binnenkomen eerst de kleedkamers heeft en daarna de gaskamer. Er was een lift geïnstalleerd die de gaskamer verbond met de ovens die zich een verdieping hoger bevonden. Eerst werden de vrouwen en kinderen naar de kleedkamer gebracht waar ze zich moesten uitkleden om daarna zogezegd onder de douche te gaan. Er werd hen gezegd om het nummer van hun kapstok te onthouden zodat ze na hun douche hun kleren gemakkelijker zouden terugvinden. Daarna waren de mannen aan de beurt. Uiteindelijk werden ze naar de doucheruimte bij de vrouwen en kinderen gebracht. Er werden zo'n 1.500 tot 1.700 mensen samengeperst in een kamer die daar niet op voorzien was. Velen stierven al vóór de vergassing.
Venezia en zijn medehelpers hoorden de mensen schreeuwen en huilen toen ze goed en wel beseften dat de deur al veel te lang dicht was en er nog steeds geen water uit de douchekoppen kwam. En dan ging het licht uit en na enige tijd weer aan, omdat een bewaker door een luik controleerde of de kamer wel vol genoeg was. Wanneer het licht opnieuw aanging, hoorde men de mensen opgelucht ademhalen. Het licht ging echter weer uit, en de Zyklon-B-tabletten werden in de kamer gedeponeerd door de dakpijpen en de leidingen. De mensen schreeuwden het uit. Twaalf minuten later was het weer stil, iedereen was dood. Zo ging het altijd, aldus Venezia.
Eén iemand heeft het eens overleefd. Na het openen van de gaskamer hoorde iemand een vreemd geluid, een soort gerochel en gehuil. Het bleek afkomstig te zijn van een baby die zodanig aan de borst van haar moeder had gezogen dat zij relatief weinig gas had ingeademd: het kind leefde nog tussen die stapel lijken. Het meisje hing nog steeds vastgeklampt aan haar moeders borst. Een Duitser vond haar en schoot het kind koelbloedig dood.
Tijdens een van de laatste vergassingen in het crematorium moest Venezia een groep mannen begeleiden in de kleedkamer toen hij iemand zijn naam hoorde roepen. Het was Léon Venezia, een neef van zijn vader. Hij was gewond en niet meer in staat om te werken en werd dus naar de gaskamer gestuurd. Léon was in paniek en vroeg Shlomo hem te helpen te vluchten. Het was inmiddels bij iedereen bekend dat niemand de kamer nog levend verliet. Shlomo zei hem dat hij hem niet kon redden maar deed er alles aan om hem gerust te stellen. Hij gaf hem nog brood en sardines zodat zijn vaders neef zich wat beter voelde. Léon vroeg aan Shlomo hoelang het duurde vooraleer men doodging en of het pijn deed. Shlomo Venezia loog niet en zei hem dat het 10 à 12 minuten zou duren, maar hij durfde hem niet zeggen hoe làng die 12 minuten zouden duren. Gearmd gingen Shlomo en Léon de gaskamer binnen. Zijn kameraden moesten Shlomo ondersteunen en ervoor zorgen dat hij Léon niet te zien kreeg toen de deur weer openging.
Door zijn verstand op nul te zetten en te werken als een automaat kon Shlomo dit gruwelijk werk volhouden. Dit was de enige manier om in leven te blijven, toch zo lang mogelijk en met zeer veel geluk. Het werk was gruwelijk maar hij leerde ermee leven, zelfs met de verschrikkelijke geur en het zicht van de stapels lijken. Als de deur van de gaskamer openging, bood dit een onbeschrijfelijke aanblik van dode lichamen, die in een smurrie van urine, uitwerpselen, braaksel en bloed lagen. Dit was de smerigste dood die men zich kon indenken. Sommige lijken waren erg rood, anderen dan weer zeer wit, of hadden uitpuilende ogen. In de eerste dagen dat hij met dit karwei belast was kon Shlomo amper eten. Hij kon zijn brood nauwelijks aanraken omdat de geur van de dood op zijn handen kleefde en hij voelde zich bezoedeld door de dood. Gaandeweg leerde hij ermee leven en ermee om te gaan, hoe hard het ook was. Per slot van rekening werden hij en zijn lotgenoten gedwongen dit vuile werk te doen: als iemand weigerde dit werk uit te voeren, werd de man meteen met een nekschot afgemaakt, wat Venezia had zien gebeuren. En als zij het niet deden, moest iemand anders het voor hen doen. Het was een kwestie van overleven en genoeg eten te hebben en voor zichzelf te zorgen, en proberen helder te denken, anders gingen ze er zelf aan kapot.
Om de drie maanden ongeveer, werd er een selectie doorgevoerd in het Sonderkommando. Van de zowat 900 leden werden er telkens zo'n 250 man uitgepikt om gedood te worden en vervangen te worden door nieuwe mannen. Naarmate de tijd verstreek, begon Venezia ook zijn dagen te tellen. Omdat er op het einde nog een enorm aantal Hongaren werden gedeporteerd en de tijd begon te dringen, kwam vanuit Berlijn het bevel dat het huidige Sonderkommando moest aanblijven om op korte termijn nog zo veel mogelijk mensen te kunnen doden.
Op een dag zagen ze duizenden mensen het kamp verlaten. Waar er tot nu toe alleen mensen binnenkwamen, was er nu een massale uittocht aan de gang. Toen kwam er een SS'er de barak binnen die riep dat ze binnen moesten blijven. Venezia en de zijnen vonden dit verdacht, want ze moesten altijd binnenblijven als ze niet aan het werk moesten. Ze wisten dat ze, als ze als enige achter zouden blijven, gedood zouden worden, omdat ze te veel wisten. Hij en zijn medegevangenen van het Sonderkommando ontvluchtten hun barak en mengden zich onder de andere gevangenen. Dat was het beste dat ze konden doen want toen ze 's avonds in Auschwitz aankwamen, waren de Duitsers naar hen op zoek. Ze vroegen wie in het Sonderkommando gezeten had, maar niemand bekende natuurlijk. Op deze manier konden Venezia en de zijnen opgaan in de massa. Venezia werd daarna tewerkgesteld in Melk en in Ebensee, waar hij bij temperaturen van -20 °C buiten moest werken. Het kon Venezia toen niet veel schelen; hij was zo blij dat hij weg was van de gaskamers, dat hij de kou niet voelde. Hij is daar gebleven tot aan de bevrijding.

### Bevrijd
Na de bevrijding door de Amerikanen werden ze eerst ontsmet met DDT en moesten ze een röntgenfoto laten maken. Venezia werd meteen naar een tent gebracht zonder te weten wat hem mankeerde. Het was zeer lang geleden dat hij nog tussen smetteloze lakens en in een zacht bed had gelegen. Een vriend die hem kwam bezoeken zag dat er aan Shlomo's bed een bordje met de vermelding "TBC" hing. Zijn vriend en de anderen maakten plannen om via Italië naar Palestina te trekken en Venezia wilde met hen mee. Venezia raakte echter niet verder dan Italië, waar zijn ziekte doorbrak. Hij werd naar een sanatorium nabij Rome gebracht en het heeft tweeënhalf jaar geduurd voor hij genezen was. Psychisch er weer bovenop komen duurde langer: ongeveer zeven jaar. Venezia bleef in Rome, ging Engels studeren en doorliep ook de hotelschool. Tijdens de Engelse les leerde Venezia zijn toekomstige vrouw kennen. Ze kregen drie kinderen en vijf kleinkinderen.

### Venezia's getuigenis
Kort na de oorlog wilde niemand naar Venezia luisteren. De oorlog was zwaar geweest voor iedereen en niemand wilde er nog aan herinnerd worden. Bovendien heeft het lang geduurd tot Venezia het een plaats kon geven in zijn leven. Op een gegeven moment zag Venezia op gevels in het centrum van Rome antisemitische slogans en hakenkruizen opduiken. Toen vond Venezia dat het tijd was om na 65 jaar zijn verhaal te doen, om te vertellen wat hij had gezien, gehoord en meegemaakt.

## Referentie en externe links
- Shlomo Venezia: Sonderkommando. Dans l'enfer des chambres à gaz, Albin Michel, 2007
  - Ned. vert. (met inleiding door Simone Veil): Sonderkommando Auschwitz, Manteau / Ambo / Standaard Uitgeverij, 2008, ISBN 978-90-223-2230-7
- Boekbespreking "Sonderkommando"
- Interview met Shlomo Venezia
- Bericht over overlijden op TracesOfWar.nl